# Bulbophyllum ischnopus
Bulbophyllum ischnopus là một loài phong lan thuộc chi Bulbophyllum.